# Mario van Vlimmeren
Mario van Vlimmeren (Hoeven, 10 juni 1958 - 11 januari 2024) was een Nederlands professioneel wielrenner. Hij reed voor onder andere HB Alarmsystemen, Elro Snacks en TransVeMij.
Op zijn palmares staan 16 criteriums en enkele etappes. Daarnaast behaalde hij ereplaatsen in meerdere Belgische en Nederlandse koersen, maar toch wist hij nooit echt door te breken op het hoogste niveau. Hij zou uiteindelijk na zes jaar zijn carrière beëindigen.
Van Vlimmeren overleed op 11 januari 2024.

## Overwinningen
1977
- Criterium van Waarde (Amateurs)

1978
- Criterium van Kapelle (Amateurs)
- Criterium van Tholen (Amateurs)

1980
- Vlaamse Pijl
- Criterium van Koudekerke (Amateurs)
- Criterium van Heinkenszand (Amateurs)

1981
- Ronde van Made (Criterium)

1982
- Koers Dr. E. Roggeman (Criterium)

1985
- 2e etappe Zes van Rijn en Gouwe

1989
- Criterium van Nieuwerkerk (Amateurs)
- Criterium van Koudekerke (Amateurs)

1990
- Criterium van 's Heerenhoek (Amateurs)

1991
- Criterium van Yerseke (Amateurs)
- Criterium van Axel (Amateurs)
- Criterium van Lamswaarde (Amateurs)

1992
- Criterium van Yerseke (Amateurs)
- Criterium van Biervliet (Amateurs)

1993
- Criterium van IJzendijke (Amateurs)
- Criterium van Cadzand (Amateurs)

1994
- Omloop van de Braakman (Amateurs)

## Grote rondes
Geen